# Real Sociedad
Cet article concerne la section football du club omnisports. Pour la section hockey sur glace, voir Real Sociedad (hockey sur glace).
Pour la section féminine de football, voir Real Sociedad (féminines).
Maillots
Actualités
La Real Sociedad de Fútbol, couramment appelée Real Sociedad ou la Real, est un club espagnol de football basé à Saint-Sébastien, au Pays basque. C'est la section football d'un club omnisports de même nom, fondé en 1909.

## Histoire

### Les débuts (1909-1980)
Le football est arrivé à Saint-Sébastien au début des années 1900 par des étudiants et travailleurs britanniques et irlandais.
En 1904, ils ont créé le San Sebastián Recreation Club et en 1905 le club se renomme San Sebastián Football Club.
C'est en 1909 que le club est officiellement créé avec son entrée en Coupe du Roi. Il s'appelle alors le Club Ciclista de San Sebastián à cause de complications administratives. Cette première année est aussi celle des premiers succès, avec la victoire en Coupe du Roi contre le Club Español de Madrid (3-1).
Le club change à nouveau son nom le 7 septembre 1909 en Sociedad de Futbol. C'est finalement en 1910 que le roi Alfonso XIII donne au club son appellation définitive en le renommant Real Sociedad de Fútbol, Saint-Sébastien étant alors le lieu de villégiature estival traditionnel de la monarchie espagnole.
L'équipe rejoint la Liga et est même quatrième en 1928 avec notamment Paco Bienzobas, Pichichi de la saison 1928-1929.
De 1931 à 1938, le club est renommé Donostia FC avec l'instauration de la République.
Le club récupère son nom de Real Sociedad dès 1939 et la fin de la guerre.
Durant les années 1940, le club subit trois relégations en Ligue 2 (Segunda División) (1941-1942, 1943-1944 et 1947-1948) et quatre montées en Liga (1940-1941, 1942-1943, 1946-1947 et 1948-1949).
Pendant les années 1950, le club se stabilise en Liga. On peut noter une cinquième place en championnat et une finale de Coupe du Roi (défaite 0-3 contre FC Barcelone) en 1951.
En 1975, première participation à la Coupe UEFA (éliminée au premier tour par le Banik Ostrava).

### L'âge d'or (1980-2003)
La période la plus prolifique est celle des années 1980 avec deux titres de champion d'Espagne en 1981 et 1982, deux deuxièmes places en 1980 et 1988 et une Coupe du Roi en 1987. Le club a également atteint, durant cette période, les demi-finales de la Coupe des champions en 1983, éliminé par le futur vainqueur, le club allemand de Hambourg SV.

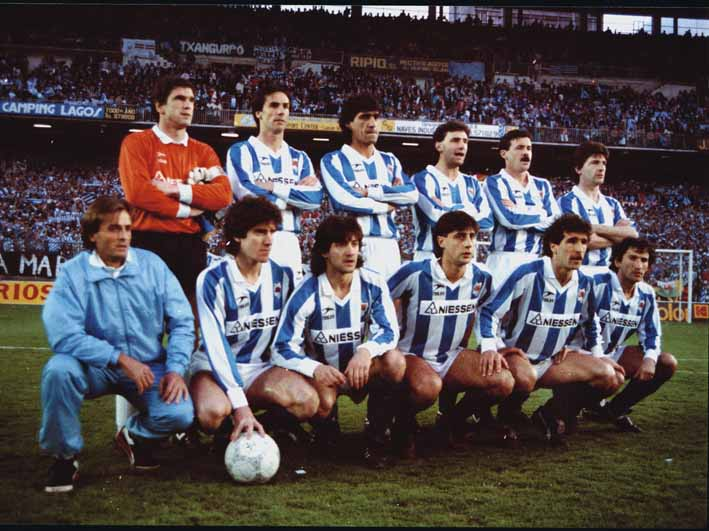
L'équipe alignée en finale de la Copa Del Rey 1988 :
Debout, de gauche à droite :
Arkonada, Gorriz, Gajate, Lopez Rekarte, Larrañaga et Xanti Bakero.
Accroupis, de gauche à droite :
Anza (masseur), Zuñiga, J.M. Bakero, Loren, Zamora et Txiki Begiristain.

En 1989, la direction du club décide de ne plus suivre la règle d'avoir un effectif composé exclusivement de joueurs basques et recrute l'international irlandais John Aldridge.
Dans les récentes performances du club, on peut noter la saison 2002-2003, où emmenée par l'entraîneur français Raynald Denoueix, l'équipe passe très proche du titre en rivalisant toute la saison avec le prestigieux Real Madrid et ne cédant la première place du classement de la Liga qu'en toute fin de championnat, au terme d'une saison où on ne l'attendait pas à un tel niveau. Les joueurs clés de cette saison se nomment Xabi Alonso, Darko Kovačević, Nihat Kahveci, Valeri Karpine ou encore Sander Westerveld.

### Déceptions et descente en Segunda (2003-2009)
Les Txuri-Urdin, malgré le recrutement de l'enfant du pays Mikel Arteta, ne parviendront pas à rééditer l'exploit, enchainant ainsi déceptions saison après saison, jusqu'à descendre en Segunda División au terme de la saison 2006-2007.
Après avoir loupé de peu la remontée immédiate lors de la dernière journée, après un derby basque fou entre la Real Sociedad, qui devait gagner pour assurer sa place dans le top 3, et Alaves, qui était dans l'obligation de l'emporter pour se maintenir. La Real menait 2-1 jusqu'à la 85e, mais perdit le match 3-2 après avoir encaissé deux buts coup sur coup. Le club évolua donc toujours en Segunda División en 2007-2008.

### Centenaire du club et remontée en Liga (2009-2012)
Sous la direction de l'entraîneur uruguayen Martín Lasarte, la Real Sociedad remonte en première division au terme de la saison 2009-2010 en terminant à la première place du championnat de deuxième division pour ensuite se classer en 15e position de Liga au terme de la saison 2010-2011. Révélation française de la saison espagnole, Antoine Griezmann partage la tête du classement des buteurs du club avec Xabier Prieto cette saison-là.
Après deux saisons au club, Martín Lasarte est remplacé par l'entraîneur français Philippe Montanier pour la saison 2011-2012.
Le 13 juillet 2012, pour fêter les 100 ans du club basque des églantins d'Hendaye, la Real accepte de jouer un match amical opposant les deux équipes. La Real remportera ce match 15-0, mais le score n'a pas d'importance dans cette grande fête.

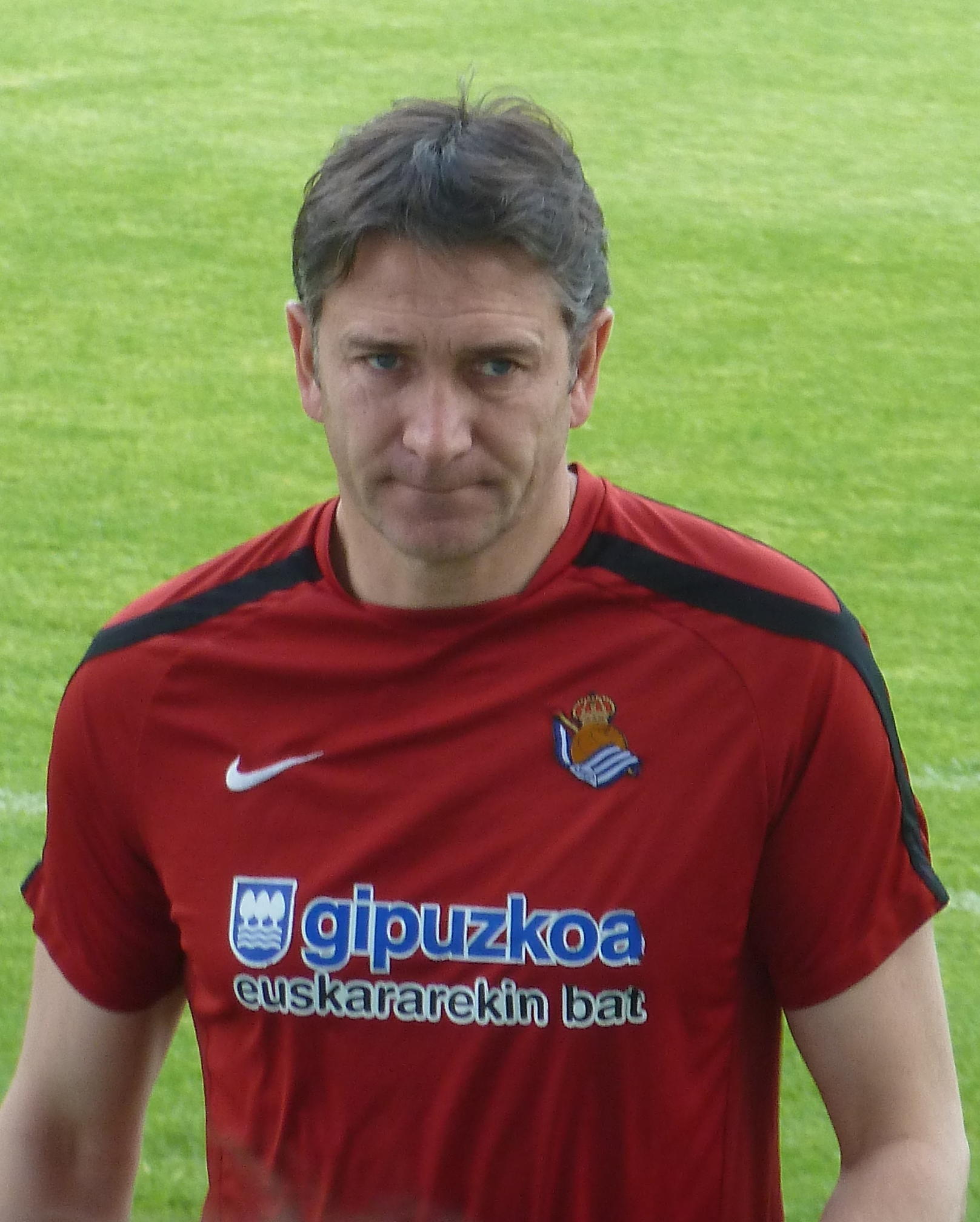
Malgré un début de saison raté, Philippe Montanier qualifie la Real Sociedad pour la Ligue des champions avant de partir au Stade rennais.

### Stabilisation du club en Liga, etCopa Del Rey2020 (2012-2020)
À l'issue de la saison 2012-2013, Philippe Montanier quitte le club basque sur une qualification surprise pour les barrages de la Ligue des champions de l'UEFA 2013-2014, où ils doivent affronter l'Olympique lyonnais, vainqueur du Grasshopper Club Zurich au tour précédent, les éliminent par deux victoires (0-2 ; 2-0) et se qualifient pour la phase de poule de la compétition.
Lors de la saison 2013-2014, sous l'impulsion de Jagoba Arrasate (ex adjoint de Philippe Montanier), la Real finit septième et obtient une place pour le troisième tour préliminaire de la Ligue Europa 2014-2015.

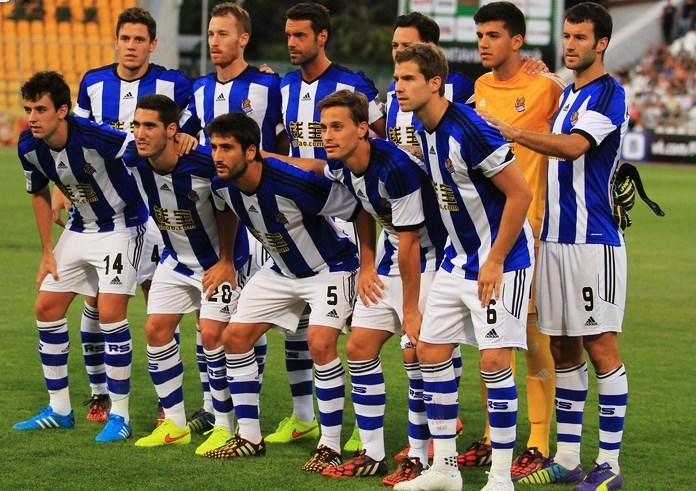
L'équipe lors de la saison 2014-2015.

Cependant, le début de saison 2014-2015 fut très compliqué (avec une élimination face à Krasnodar en Ligue Europa et seulement une victoire lors des dix premières journées), et la direction décida de changer d'entraîneur, en nommant David Moyes. La mission maintien sera réussit avec une 12e place atteinte.

Nouveau début de compétition compliqué lors de la saison suivante (une victoire lors des onze premiers matchs), ce qui causera le renvoi de Moyes, et la promotion de Eusebio Sacristán (entraîneur de l'équipe réserve) qui devient donc entraineur principal de l'équipe A pour sa première expérience en première division.

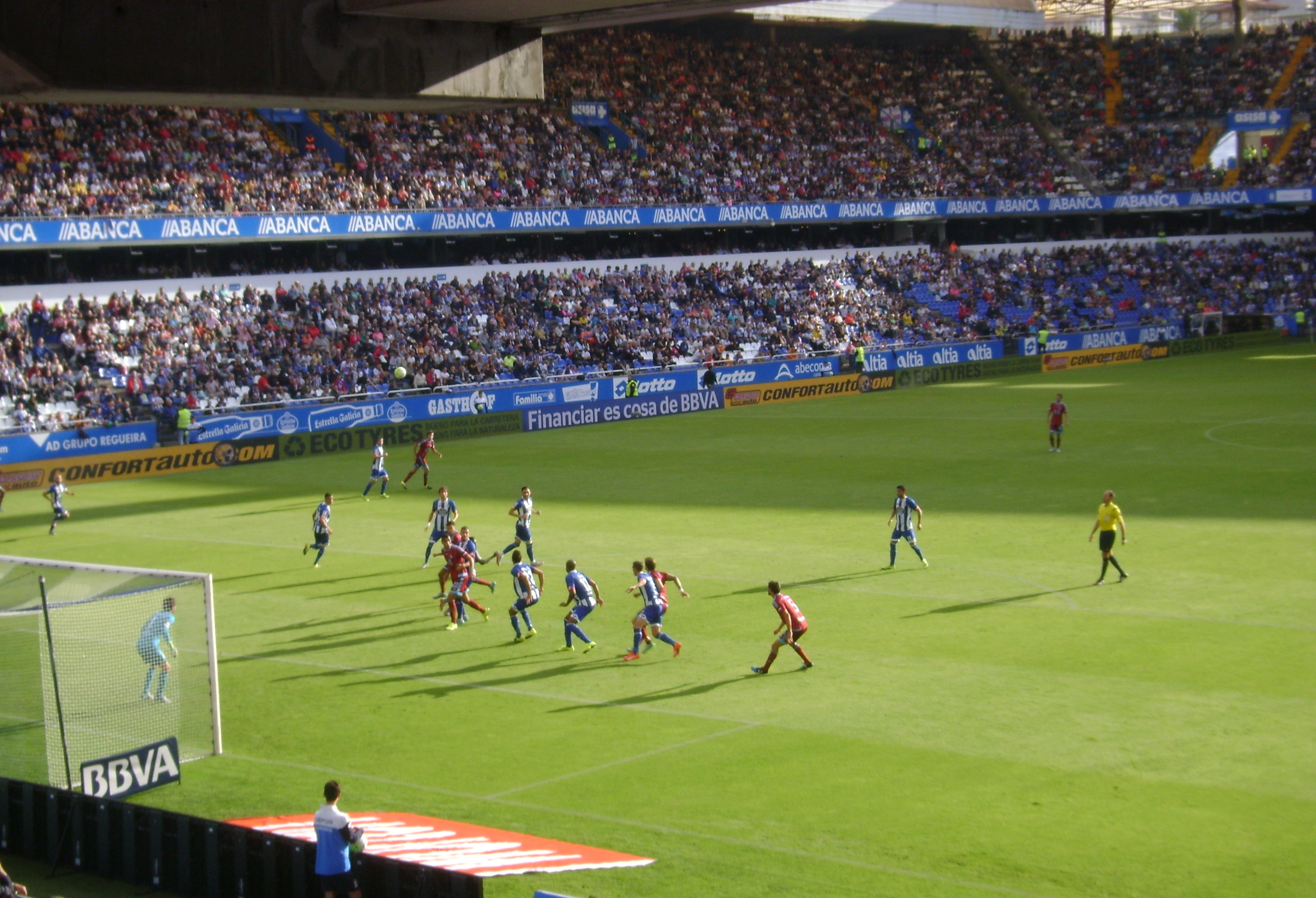
Deportivo La Corogne vs. Real Sociedad.

Après sa neuvième place en 2015-2016, la Real Sociedad parvient à revenir en Ligue Europa lors de la saison 2016-2017 en terminant sixième.
Un belle performance que ne parviendra pas à répéter Sacristán, puisqu'il se fera licencier la saison suivante pour mauvais résultats.
La valse des entraineurs continuera puisque Asier Garitano, entraîneur nommé en début de saison 2018-2019, sera lui aussi licencié, pour être remplacé par l'entraîneur de l'équipe réserve Imanol Alguacil.
Après un mercato très prometteur, combinant l'arrivée de jeunes talents comme Alexander Isak ou Martin Ødegaard, mais aussi l'apport d'expérience avec le recrutement de Nacho Monreal, la Real enchaine les bonnes performances lors de la saison 2019-2020, et retrouve le haut du tableau en terminant sixième. Le 4 mars 2020, la Real Sociedad se qualifie pour sa septième finale de la Coupe du Roi, la dernière datant de 1988. La finale au stade de La Cartuja à Séville a été reportée au 4 avril 2021 à cause du Covid-19. Ils finissent par battre leur voisin basque de Bilbao, l'Athletic Club,, par le plus petit score possible, 1 à 0.

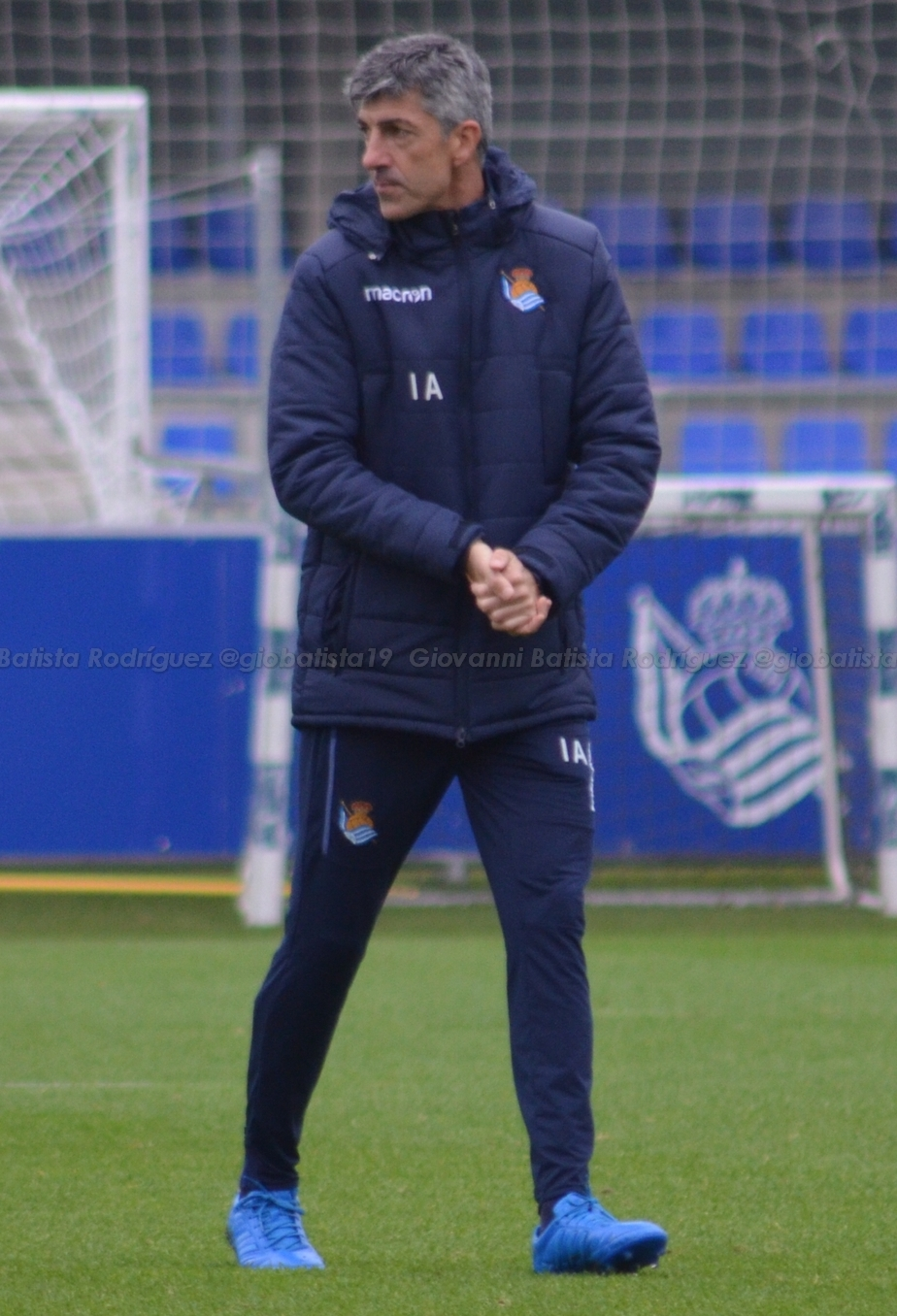
Imanol Alguacil parvient à stabiliser la Real Sociedad dans le haut de tableau du championnat.

### Dynamique positive sous Imanol Alguacil (depuis 2020)
Profitant de cette belle dynamique, le club basque parvient à attirer le très expérimenté David Silva, et réussit à se qualifier de nouveau en Ligue Europa à l'issue de la saison 2020-2021.
À la suite d'un cours succès 2-1 contre Villarreal, la Real Sociedad se qualifie pour une troisième saison consécutive en Ligue Europa lors de la saison 2021-2022.
Durant l'été 2022, la Real vécut un mercato agité. Le buteur star de l'équipe, Alexander Isak, fut vendu à Newcastle pour un transfert record estimé à 70 millions d'euros. La direction basque décida aussi de ne pas prolonger un joueur cadre, Adnan Januzaj, pourtant en fin de contrat. Niveau arrivées, la Real misera en partie sur la jeunesse avec les arrivées des prometteurs Mohamed-Ali Cho et Takefusa Kubo, mais prendra des joueurs d'expérience à des postes clés comme Umar Sadiq (pour remplacer Isak en pointe) et Brais Méndez (pour remplacer Januzaj).
La saison qui suivra sera historique pour le club basque, puisque les hommes d'Alguacil se qualifieront pour la Ligue des champions, une première depuis dix ans. Durant cette saison, la Real battra notamment son record de nombre de victoires sur une saison (28), celui de victoires à l'extérieur en championnat sur une saison (10), et atteindra un total de 71 points, le meilleur total depuis la saison 2002-2003.
La saison de la Real 2023-2024 est rapidement concluante, en particulier en Ligue des champions. Les hommes d'Alguacil terminent à la tête de son groupe D, en restant invaincu et avec la meilleure défense, le tout devant le finaliste de l'édition 2022-2023 l'Inter Milan. Mais la Real sera éliminée dès les huitièmes de finale, s'inclinant lors des deux confrontations contre le Paris Saint-Germain (2-0 / 1-2). Le 19 mai 2024, en s'imposant sur la pelouse du Real Betis (0-2), la Real Sociedad se qualifie pour la Ligue Europa. Les hommes d'Imanol Alguacil obtiennent ainsi un ticket européen pour une 5e saison consécutive, un record dans l'histoire du club.

## Partenariat
À noter que la Real Sociedad est en partenariat avec les Genêts d'Anglet Football pour un échange de compétences, mais également avec le Biarritz olympique afin de promouvoir ces deux clubs des deux côtés de la frontière. De nombreux supporters du Pays basque nord remplissent Anoeta lors de chaque rencontre jouée à domicile.

## Palmarès
- Coupe des clubs champions (C1)
  - Meilleur parcours : Demi-finaliste en 1983.
- Championnat d'Espagne (2)
  - Champion : 1981 et 1982.
  - Vice-champion : 1980, 1988 et 2003.
  - Troisième : 1931 et 1998.
- Championnat d'Espagne de deuxième division (3)
  - Champion : 1949, 1967 et 2010
- Coupe d'Espagne (3)
  - Vainqueur : 1909, 1987 et 2020
  - Finaliste : 1913, 1928, 1951 et 1988
- Supercoupe d'Espagne (1)
  - Vainqueur : 1982

### Record
- Record d'invincibilité en Liga : 38 matchs d'affilée sans défaite lors de la saison 1978-1979 et saison 1979-1980. Ce record est dépassé par le FC Barcelone lors de la saison 2017-2018[18].

## Personnalités du club

### Joueurs emblématiques
En gras: désigne les joueurs encore en activité au sein du club.
| Rang | Pays | Nom                    | Matchs | Période   |
| ---- | ---- | ---------------------- | ------ | --------- |
| 1    |      | Alberto Górriz         | 537    | 1979-1993 |
| 2    |      | Juan Antonio Larrañaga | 533    | 1980-1994 |
| 3    |      | Xabi Prieto            | 531    | 2003-2018 |
| 4    |      | Jesús María Zamora     | 508    | 1974-1989 |
| 5    |      | Miguel Fuentes (en)    | 486    | 1987-2001 |
| 6    |      | Luis Arconada          | 477    | 1973-1989 |
| 7    |      | Mikel Aranburu         | 425    | 1997-2012 |
| 8    |      | Agustín Gajate         | 416    | 1977-1992 |
| 9    |      | Roberto López Ufarte   | 405    | 1975-1987 |
| 10   |      | Loren Juarros          | 396    | 1986-2002 |

| Rang | Pays | Nom                     | Buts | Période               |
| ---- | ---- | ----------------------- | ---- | --------------------- |
| 1    |      | Jesús María Satrústegui | 163  | 1973-1986             |
| 2    |      | Mikel Oyarzabal         | 130  | depuis 2015           |
| 3    |      | Darko Kovačević         | 107  | 1996-1999 / 2001-2007 |
| 4    |      | Roberto López Ufarte    | 107  | 1975-1987             |
| 5    |      | Meho Kodro              | 81   | 1991-1995             |
| 6    |      | Pedro Uralde            | 76   | 1979-1986             |
| 7    |      | Imanol Agirretxe        | 74   | 2007-2018             |
| 8    |      | Xabi Prieto             | 74   | 2003-2018             |
| 9    |      | Carlos Vela             | 73   | 2011-2018             |
| 10   |      | José María Bakero       | 72   | 1980-1988             |

### Présidents
Présidents de la Real Sociedad :
- Adolfo Sáenz-Alonso (1909-1912)
- Enrique Pardiñas (1912-1915)
- Antonio Vega de Seoane (es) (1) (1915-1917)
- Javier Peña (1) (1917-1918)
- Mariano Lacort (1918-1919)
- Camilo Rodríguez (1919-1921)
- José Gaytan de Ayala (1921-1922)
- Ramón Machimbarrena (1922-1924)
- Antonio Vega de Seoane (es) (2) (1924-1927)
- Luis Pradera (1927-1929)
- Vicente Prado (1929-1930)
- Florentino Azqueta (1930-1932)
- Javier Peña (2) (1932-1935)
- José María Gastaminza (1) (1935-1936)
- Francisco Molíns (1937-1942)
- Pedro Chillida (1942-1945)
- Felipe de Arteche (1945-1954)
- José María Gastaminza (2) (1954-1956)
- Emilio de Zulueta (1956-1960)
- Agustín Ciriza (1960-1962)
- Antonio Vega de Seoane y Barroso (1962-1967)
- José Luis Orbegozo (es) (1967-1983)
- Iñaki Alkiza Laskibar (es) (1983-1992)
- Luis Uranga Otaegui (1992-2001)
- José Luis Astiazarán (en) (2001-2005)
- Miguel Fuentes Azpiroz (es) (2005-2007)
- María de la Peña Berraondo (es) (2007)
- Juan Larzábal Castilla (es) (2007)
- Iñaki Badiola (es) (2008)
- Jokin Aperribay (es) (2008-)

### Entraîneurs
Entraîneurs de la Real Sociedad, :
- José Ángel Berraondo (1918-1923)
- Lippo Hertzka (1923-1926)
- Luis Ortiz de Urbina (1926)
- Benito Díaz Iraola (1) (1926-1930)
- Harry Lowe (es) (1930-1935)
- Gaspar Gurrutxaga (1939-1941)
- Sebastián Silveti et
 Patxi Gamborena (1941-1942)
- Benito Díaz Iraola (2) (1942-1951)
- José Ignacio Urbieta (1951-1955)
- Salvador Artigas (1955-1960)
- Joseba Elizondo (1) (1960)
- Baltasar Albéniz (en) (1960-jan.1962)
- Joseba Elizondo (2) (janv.1962-1962)
- Perico Torres (1962-1963)
- Antonio Barrios (en) (1963-1964)
- Román Galarraga (es) (1964-1966)
- Andoni Elizondo (1) (1966-1970)
- Angel Segurola (1970-oct.1971)
- Andoni Elizondo (2) (oct.1971-1972)
- Rafael Iriondo (1972-1974)
- Andoni Elizondo (1974-1976)
- José Antonio Irulegui (en) (1976-1978)
- Alberto Ormaetxea (1978-1985)
- John Toshack (1) (1985-mai 1988)
- Marco Antonio Boronat (mai 1988-jan.1991)
- Javier Expósito (es) (jan.1991-1991)
- John Toshack (2) (1991-nov.1994)
- Salva Iriarte (en) (nov.1994-nov.1995)
- Javier Irureta (nov.1995-1997)
- Bernd Krauss (1997-oct.1999)
- Javier Clemente (oct.1999-oct.2000)
- Periko Alonso (oct.-déc.2000)
- John Toshack (3) (déc.2000-mar.2002)
- Roberto Olabe (int.) (mar.2002-2002)
- Raynald Denoueix (2002-2004)
- José María Amorrortu (2004-jan.2006)
- Gonzalo Arconada Echarri (int.) (jan.-mar.2006)
- José María Bakero (mar.-oct.2006)
- Miguel Ángel Lotina (oct.2006-2007)
- Chris Coleman (2007-jan.2008)
- José Ramón Eizmendi (en) (int.) (jan.-avr.2008)
- Juanma Lillo (avr.2008-2009)
- Martín Lasarte (2009-2011)
- Philippe Montanier (2011-2013)
- Jagoba Arrasate (2013-nov.2014)
- Asier Santana (en) (int.) (nov.2014)
- David Moyes (nov.2014-nov.2015)
- Eusebio Sacristán (nov.2015-mars 2018)
- Imanol Alguacil (mars 2018-mai 2018)
- Asier Garitano (mai 2018-déc.2018)
- Imanol Alguacil (déc.2018-2025)
- Sergio Francisco (2025-)

### Anciens joueurs
- Liassine Cadamuro
- Dietmar Kühbauer
- Meho Kodro
- Adriano Rossato
- Sávio Bortolini
- Claudio Bravo
- Mark González
- Igor Cvitanović
- Periko Alonso
- Xabi Alonso
- Mikel Arteta
- Luis Arconada
- José María Bakero
- Óscar de Paula
- Txiki Begiristain
- Loren Juarros
- Joseba Etxeberria
- Ignacio Eizaguirre
- Javier de Pedro
- Jon Andoni Goikoetxea
- David Silva
- Aitor López Rekarte
- Agustín Eizaguirre
- Xabi Prieto
- Jesús María Zamora
- Jesús María Satrústegui
- Roberto López Ufarte
- Juan-Luis Montero
- Antoine Griezmann
- Stéphane Collet
- Jérémie Bréchet
- Sander Westerveld
- Carlos Vela
- Mutiu Adepoju
- Bjørn Tore Kvarme
- Oceano
- Ricardo Sá Pinto
- Gheorghe Craioveanu
- Valeri Karpine
- Dmitri Khokhlov
- Darko Kovačević
- Håkan Mild
- Haris Seferović
- Arif Erdem
- Nihat

## Effectif professionnel actuel
Le premier tableau liste l'effectif professionnel de La Real pour la saison 2025-2026. Le second recense les prêts effectués par le club lors de cette même saison.
En grisé, les sélections de joueurs internationaux chez les jeunes mais n'ayant jamais été appelés aux échelons supérieurs une fois l'âge-limite dépassé
ou les joueurs ayant pris leur retraite internationale.